# Étienne Drioton

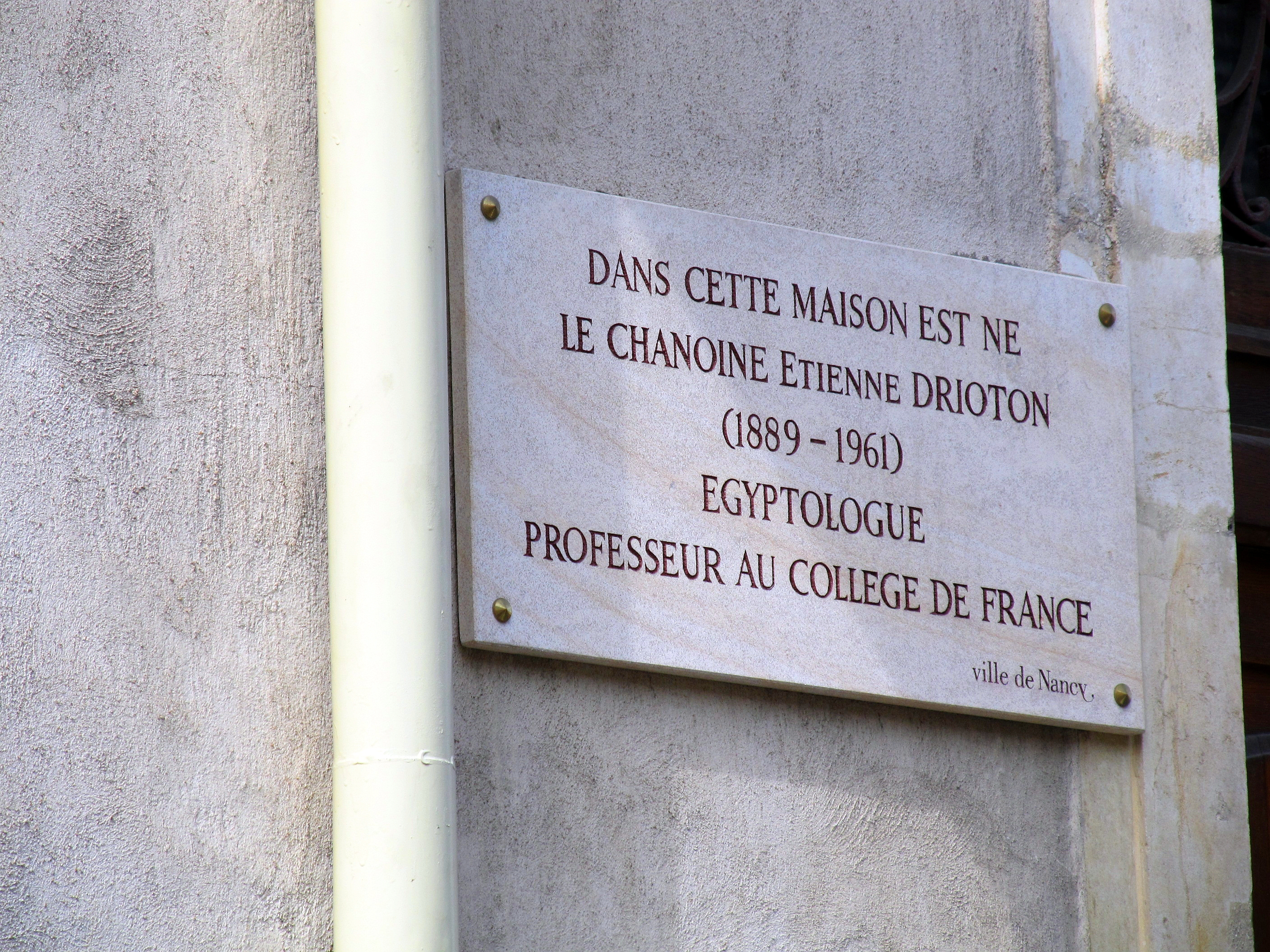
Targa dedicata a Drioton a Nancy

Étienne Drioton /eˈtjɛn dʀioˈtõ/ (Nancy, 21 novembre 1889 – Montgeron, 17 gennaio 1961) è stato un egittologo, archeologo e canonico cattolico francese.

## Biografia
In gioventù fu assistente nel dipartimento di antichità egizie del Museo del Louvre a Parigi, Nel 1936 divenne direttore generale delle Antichità Egizie nel Museo di antichità egiziane al Cairo, divenendo poi Capo Curatore del Louvre nel 1957. Tradusse iscrizioni geroglifiche e, in seguito, partecipò alla fondazione dell'archeologia copta. Drioton scrisse numerosi libri.

### Codici di Nag Hammadi
Nel 1945 fu scoperto nei pressi di Nag Hammadi, in Egitto, un gruppo di oltre una dozzina di codici scritti in antica lingua copta. In seguito divennero famosi col nome di codici di Nag Hammadi. Alcune persone cercarono di prenderne possesso rivendendoli poi al mercato nero. Temendo che i preziosi manoscritti si perdessero per sempre, il governo egiziano inviò Drioton a comprarne il più possibile.
Il venditore di antichità egizie Phocion Jean Tano ne aveva acquistati molti da queste persone, ma ne aveva già venduto uno a Maria Dattari, una collezionista privata del Cairo. Dattari offri la propria collezione al governo egiziano per oltre 71 000 £, poi negoziati in 45 000 £.
La legge sulle antichità fu subito modificata per comprendere i manufatti, il che rese le collezioni Tano e Dattari proprietà del governo egiziano. In quel periodo Drioton ne prese subito possesso, ed ordinò di sequestrarli preventivamente in attesa del processo.
La pubblicazione nel 1949 dell'inventario (Codici I - XII) della "collezione Tano" non comprese il Codice III, dato che in quei giorni era già in possesso del museo copto. M fu la veloce decisione e l'azione di Étienne Drioton a permettere la conservazione di queste opere e la loro disponibilità per i moderni studiosi.

### Collezione Tell el Amarna
Come con molti altri egittologi, una forte amicizia unì Drioton e M. A. Mansur, il quale aveva un permesso legale di acquistare e vendere antichità. Mansur decise di mostrare la propria collezione di sculture di Tell el Amarna a Drioton.
In seguito, la facoltà d'arte della Università del Cairo acquistò, da Mansur, un bassorilievo in occasione della ascesa al trono d'Egitto di Faruq. Anche la madre di Faruq comprò una statuetta. Il bassorilievo, che misurava circa 25x20 centimetri, mostrava Akhenaton sul trono, con i piedi su uno sgabello, mentre indossava una parrucca riccia e un ureo piuttosto grande.
Non appena la cosa iniziò ad essere pubblica, assieme alle fotografie dell'opera d'arte, iniziarono a circolare voci al Cairo del fatto che tutto il gruppo di manufatti fosse in realtà un falso. Egittologi e storici d'arte intervennero, scrivendo articoli che descrivevano la bellezza degli manufatti e la loro importanza nella storia dell'arte egizia.
Due antiquari del Cairo, Maurice Nahman e Phocion J. Tano, temendo forse di perdere le loro attività, fecero girare la voce che gli oggetti di Amarna venduti da Mansur fossero dei falsi. Tutte le critiche furono rigettate da Faruq, dagli egittologi e da Mansur, e furono etichettate come generate da ignoranza e gelosia.
Alla fine i manufatti furono riconosciuti come autentici, e Mansur e Drioton furono indicati come esperti di arte egizia. In una lettera di sostegno per la conoscenza di Drioton nel campo dell'arte egizia, Edmond Mansur lo definì "gigante" dell'egittologia, affermando anche che si trattava di uno dei più grandi egittologi del secolo.
Drioton ricevette anche la Legion d'onore.

### Retaggio
Drioton è stato citato come autorità in campo egizio da numerosi scrittori di egittologia. Alla fine del XX secolo, Étienne Drioton emerse quindi come uno dei maggiori egittologi del secolo.

## Opere
- Cours de grammaire égyptienne (1922).
- Ce que l'on sait du théâtre égyptien (Éditions de la Revue du Caire), Il Cairo, 1925.
- Drioton, & Vandier, Les Peuples de l'Orient Méditerranéen : l'Égypte, Parigi, 1938.
- Le Musée Égyptien. Souvenir de la visite de Son Altesse Impériale le Prince Héritier d'Iran (Service des Antiquités de l'Égypte), Il Cairo, 1939.
- Visite à Thèbes. Souvenir de la visite de Son Altesse Impériale le Prince Héritier d'Iran (Service des Antiquités de l'Égypte), Il Cairo, 1939.
- con Jean-Philippe Lauer, The monuments of Zoser: Sakkarah, Imprimerie de l'Institut Français d'Archéologie Orientale, Il Cairo, 1939.
- Croyances et coutumes funéraires de l'ancienne Égypte, Il Cairo, 1943.
- Les fêtes égyptiennes (Éditions de la Revue du Caire), Il Cairo, 1944.
- Le jugement des âmes dans l'ancienne Égypte (Édition de la Revue du Caire), Il Cairo, 1949.
- Egyptian Art, Golden Griffin Books, 1951.
- L'Égypte (Les peuples de l'Orient méditerranéen II), Presses Universitaires de France, 1952.
- L'Égypte pharaonique (1959).